# Edmund Hebel
Edmund Hebel (ur. 10 sierpnia 1948, zm. 21 marca 1986) – polski bokser, wielokrotny medalista mistrzostw Polski.
Walczył w wadze średniej (do 75 kg). Był w niej mistrzem Polski w 1969, wicemistrzem w 1970, 1972 i 1973 oraz brązowym medalistą w 1968 i 1974. Był mistrzem Polski juniorów w 1966.
W  latach 1968-1973 pięciokrotnie wystąpił w reprezentacji Polski, dwie walki wygrywając i trzy przegrywając. W latach 1967–1969 sześciokrotnie walczył w meczach młodzieżowej reprezentacji Polski, 4 razy wygrywając i 2 razy przegrywając. Pokonał wówczas m.in. Rufata Riskijewa z ZSRR.
Zajął 1. miejsce w Spartakiadzie Gwardyjskiej w 1969 i 1970, 2. miejsce w 1972 oraz 3. miejsce w 1871.
Występował w MZKS Gdynia i Wybrzeżu Gdańsk.